# Lautaro Valenti
Lautaro Rodrigo Valenti (* 14. Januar 1999 in Rosario) ist ein argentinischer Fußballspieler, der bei Parma Calcio unter Vertrag steht.

## Karriere
Der in Rosario geborene Lautaro Valenti stammt aus der Nachwuchsabteilung des Erstligisten CA Lanús. In der Saison 2018/19 war er bei drei Ligaspielen der ersten Mannschaft im Spieltagskader gelistet, blieb aber in jedem ohne Berücksichtigung. Am 7. Mai 2019 debütierte er bei der 0:2-Auswärtsniederlage gegen den CA Vélez Sarsfield in der Copa de la Superliga für die Granate. Sein Ligadebüt bestritt er am 1. Spieltag der folgenden Spielzeit 2019/20 im Heimspiel gegen Gimnasia y Esgrima La Plata, in dem er startete und beim 1:1-Unentschieden das Tor seiner Mannschaft erzielte. Er etablierte sich rasch als Stammspieler in der Innenverteidigung und trug wesentlich zum starken Saisonstart der Auswahl bei. Er stand in dieser Spielzeit in 22 Ligaspielen auf dem Platz, erzielte in diesen drei Treffer und war einer der wichtigsten Spieler der Mannschaft, welche den siebten Tabellenrang erreichte.
Am 26. September 2020 wechselte Valenti auf Leihbasis für die gesamte Saison 2020/21 zum italienischen Erstligisten Parma Calcio, der sich eine Kaufoption für den Innenverteidiger sicherte. Die Italiener zogen die Kaufoption.

## Entführung
Im Anschluss an die 0:2-Auswärtsniederlage gegen den CA Aldosivi am 25. Januar 2020 wurde Valenti zusammen mit einem Freund in Avellaneda entführt und kurze Zeit später nach einer Lösegeldzahlung in Höhe von 5000 US-Dollar und 3000 Pesos freigelassen.